# Václav Šorel
Václav Alois Šorel (8. září 1937 Kladno-Rozdělov – 12. září 2020 Praha-Chodov) byl český publicista, spisovatel, autor historických publikací z oblasti letectví i sci-fi románů, scenárista sci-fi komiksů, konstruktér vystřihovánek, bývalý zástupce šéfredaktora dětského časopisu ABC, propagátor letectví, leteckého plastikového a papírového modelářství. Původní profesí byl konstruktér v letecké továrně Avia.

## Život
Vystudoval obor metalurgie na Střední průmyslová škole stavební a Obchodní akademii Kladno (tehdy SPŠ hutní Kladno) a obor technická normalizace v pomaturitním studiu na ČVUT. Už během studia na střední škole začal navštěvovat kladenské letiště, nejdříve jako modelář a posléze jako pilot dvoumístného větroně značky PIONÝR (dotyčný letoun je vystaven v Leteckém muzeu v Praze ve Kbelích).

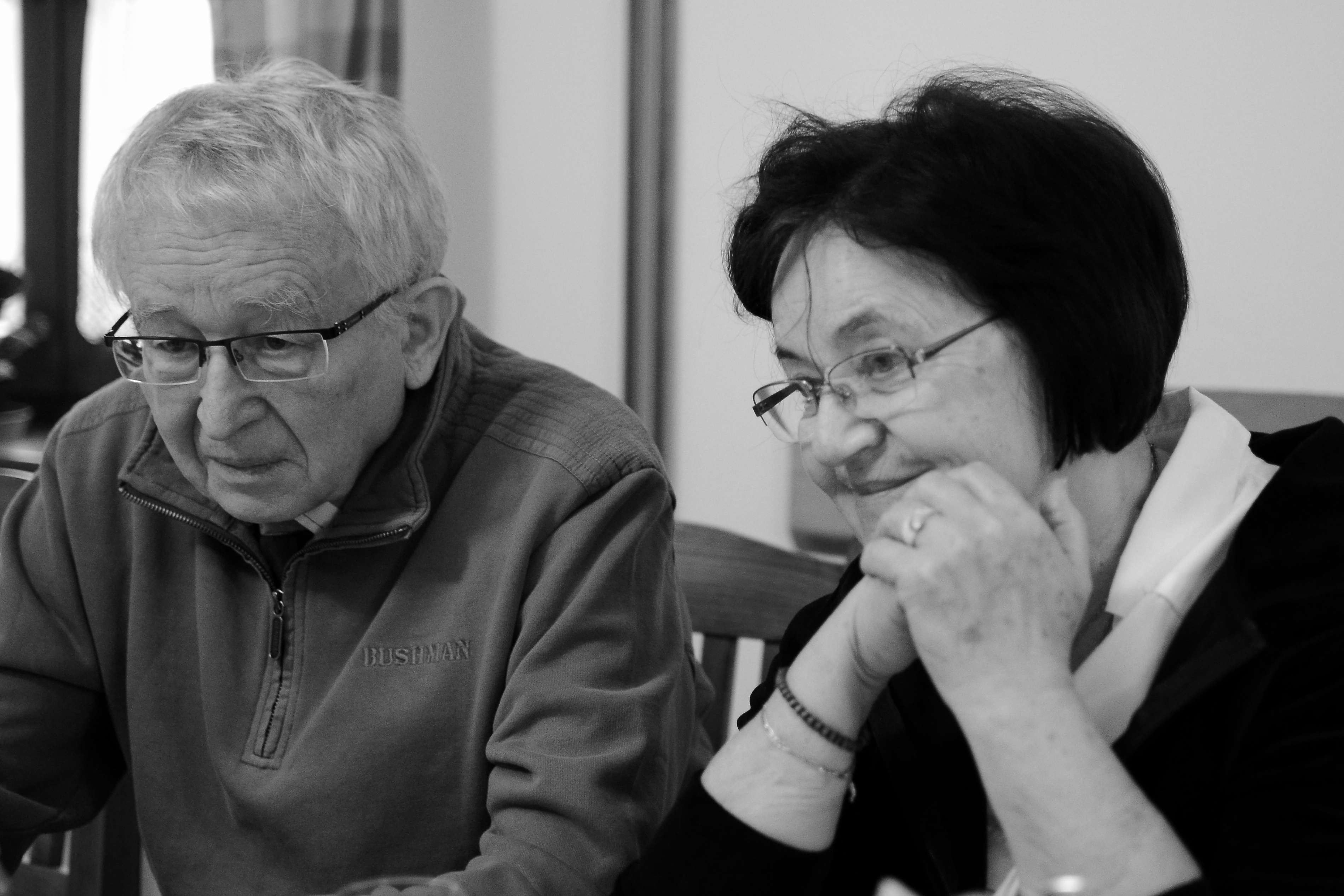
Václav Šorel a Eva Šorelová

V letech 1956–1987 pracoval jako konstruktér v podniku Avia. Mezi lety 1957–1959 podstoupil základní vojenskou službu v Jindřichově Hradci, kde dosáhl hodnosti poddůstojníka. Potkal zde také svojí budoucí ženu Evu Ficalovou, se kterou se 22. dubna 1960 oženil.
Již během své kariéry v podniku Avia psal Václav Šorel články do leteckých časopisů. V Avii se také potkal i se svým pozdějším spolupracovníkem a přítelem Františkem Kobíkem, který ho následně pozval k externí spolupráci s legendárním časopisem ABC. Na plný úvazek tam nastoupil v roce 1984 (časem se stal i zástupcem šéfredaktora).
Poté se stal zástupcem šéfredaktora časopisu ABC, literárně spolupracoval s nakladatelstvími Mladá fronta, XYZ, Computer Press, Argo a Albatros. V roce 1999 odešel do důchodu, avšak nadále se věnoval práci a literární činnosti. Od roku 1962 žil v družstevním bytě v Praze-Letňanech, na jehož stavbě se od roku 1960 podílel.
Během ledna roku 2020 jej postihla mozková příhoda, po níž byl upoután na lůžko. Následně absolvoval finančně náročnou rehabilitaci, na kterou se mu rozhodli jeho přátelé sesbírat finanční prostředky jako vděk za radost, jež jim Šorelovy knihy či modely letadel přinášely. Zemřel 12. září 2020 v Praze, jak bylo oznámeno na oficiálních webových stránkách Václava Šorela.
Od června roku 2022 byla knihovna Knihovna MČ Praha 18, Letňany přejmenována na Knihovnu Václava Šorela.

## Vystřihovánky
S Františkem Kobíkem, s nímž se znal z práce z továrny Avia, pod značkou ŠOK (Šorel-Kobík), někdy i KOŠ, tvořil legendární dvojici autorů vystřihovánek pro časopis ABC. Nabídku ke spolupráci dostal původně z časopisu ABC František Kobík a přenesl ji i na Václava Šorela. Jejich osobitým stylem byly pestré barvy, jasné obrysy, výrazné chlopně, nepříliš obtížné tvarové prvky (často jen kvádříky), jednoduché plastické detaily a většinou nevelký rozsah vystřihovánky. Relativně jednoduché vystřihovánky dvojice ŠOK byly určeny především pro děti a modeláře-začátečníky. Hlavním námětem byla zpočátku smyšlená letecká a kosmická technika. V ABC vydali celkem 14 modelů a jeden v Albatrosu, krom toho i řadu menších vystřihovánek:
- experimentální tryskový stíhač X-210 Alkona (ABC 1/15, 1970)
- raketa Sojuz 1 (ABC 15/15)
- Lunochod (ABC 6/16)
- přistávací modul americké mise Apollo 11 v měřítku 1:50 (vrchol tvorby, 15–16/16, duben 1972)
- gondola Tortela s třemi postavičkami (ABC č. 14/15)
- symbolicky funkční hodiny kukačky (ABC č. 14/16)
- traktor Zetor Crystal 7511 (ABC č. 10/18)
- tahač Tatra 813 (ABC č. 18/18)
- tank T34 Lidice v přibližném měřítku 1:35
- školní větroň LF 109 Pionýr (ABC č. 15/23 duben 1979, č. 15/28, Speciál Léto 87, zmenšená verze č. 14/45, mikroupoutávky na druhé straně obálky ABC č. 15 a 16/46 a na poslední straně obálky čísla 6/47)
- sportovní letoun ABC Experimental (13/40 únor 1996, poslední dílo autorské dvojice ŠOK)
- UFO, létající talíř (ABC č. 14/50, červenec 2005, dříve odloženou nedokončenou záležitost graficky upravil Ing. Václav Jančata)
- závodní motocykl pro začínající modeláře (7/45, duben 2000)

Ve 21. ročníku časopisu ABC začal spolupracovat s malířem především letecké techniky Jaroslavem Velcem, se kterým vytvořil především sérii šesti modelů kosmických lodí, nazvanou Muzeum kosmonautiky, a házedla.
Nejprve s Františkem Kobíkem a poté i s Jaroslavem Velcem se prosadil ve známé edici plastických vystřihovánek vydavatelství Albatros, a to výtiskem Házedla (1982) a souborem polomaket Letadélka. Výtisk Kosmická tělesa patřil rozsahem 16 archů k nejrozsáhlejším vystřihovacím souborům v Albatrosu; vyšel jako 1. vydání (1979) a 2. vydání (1986), avšak skladba modelů v nich byla zčásti odlišná. Vystřihovánky v edici Albatrosu byly často upravenými verzemi těch, které dříve vyšly v ABC.

## Literární tvorba